# Campeonato Mundial de Atletismo de 2005 - 1500 m feminino
A competição dos 1500 metros feminino no Campeonato Mundial de Atletismo de 2005 foi realizada no Estádio Olímpico, em Helsinque, na Finlândia, entre os dias 12 a 14 de agosto de 2005.

## Recordes
Antes desta competição, os recordes mundiais e do campeonato nesta prova eram os seguintes:
| Tipo                  | Atleta            | Tempo   | Local  | Data                   |
| --------------------- | ----------------- | ------- | ------ | ---------------------- |
|                       | Qu Yunxia         | 3:50.46 | Pequim | 11 de setembro de 1993 |
| Recorde do campeonato | Tatyana Tomashova | 3:58.52 | Paris  | 31 de agosto de 2003   |

## Medalhistas
| Ouro                    | Prata               | Bronze                  |
| Tatyana Tomashova (RUS) | Olga Yegorova (RUS) | Bouchra Ghézielle (FRA) |

## Calendário
Todos os horários estão no horário local (UTC+2)
| Data         | Horário | Fase          |
| ------------ | ------- | ------------- |
| 12 de agosto | 20:15   | Eliminatórias |
| 14 de agosto | 19:55   | Final         |

## Resultados

### Eliminatórias
Qualificação: Os 5 primeiros de cada bateria (Q) e os 2 melhores tempos (q) avançam para as finais.
Bateria 1
| Pos. | Atleta             | Nacionalidade  | Tempo   | Notas |
| ---- | ------------------ | -------------- | ------- | ----- |
| 1    | Maryam Yusuf Jamal | Bahrein        | 4:10.58 | Q     |
| 2    | Tatyana Tomashova  | Rússia         | 4:10.74 | Q     |
| 3    | Anna Jakubczak     | Polónia        | 4:11.28 | Q     |
| 4    | Olga Yegorova      | Rússia         | 4:11.64 | Q     |
| 5    | Natalia Rodríguez  | Espanha        | 4:11.82 | Q     |
| 6    | Hind Dehiba        | França         | 4:12.23 |       |
| 7    | Alesia Turava      | Bielorrússia   | 4:14.21 |       |
| 8    | Eleonora Berlanda  | Itália         | 4:14.54 |       |
| 9    | Konstadina Efedaki | Grécia         | 4:15.00 |       |
| 10   | Nelya Neporadna    | Ucrânia        | 4:15.46 |       |
| 11   | Nancy Jebet Langat | Quênia         | 4:16.13 |       |
| 12   | Treniere Moser     | Estados Unidos | 4:16.51 |       |
| 13   | Mestawat Tadesse   | Etiópia        | 4:20.20 |       |
|      | Nahida Touhami     | Argélia        |         | DNS   |

Bateria 2
| Pos. | Atleta               | Nacionalidade | Tempo   | Notas                |
| ---- | -------------------- | ------------- | ------- | -------------------- |
| 1    | Yuliya Fomenko       | Rússia        | 4:07.26 | Q                    |
| 2    | Gelete Burka         | Etiópia       | 4:07.35 | Q                    |
| 3    | Yelena Soboleva      | Rússia        | 4:07.69 | Q                    |
| 4    | Bouchra Ghezielle    | França        | 4:07.87 | Q                    |
| 5    | Carmen Douma-Hussar  | Canadá        | 4:08.73 | Q                    |
| 6    | Irina Krakoviak      | Lituânia      | 4:09.11 | q                    |
| 7    | Helen Clitheroe      | Grã-Bretanha  | 4:09.13 | q                    |
| 8    | Wioletta Frankiewicz | Polónia       | 4:09.90 |                      |
| 9    | Daniela Yordanova    | Bulgária      | 4:11.64 | Recorde da temporada |
| 10   | Corina Dumbrăvean    | Roménia       | 4:12.35 |                      |
| 11   | Maria Martins        | França        | 4:14.12 |                      |
| 12   | Nuria Fernández      | Espanha       | 4:14.45 |                      |
| 13   | Johanna Lehtinen     | Finlândia     | 4:15.44 |                      |
| 14   | Trine Pilskog        | Noruega       | 4:18.63 |                      |
| 15   | Sonia Lopes          | Cabo Verde    | 4:51.29 |                      |

### Final
A final ocorreu dia 14 de agosto às 19:55.
| Pos.              | Atleta              | Nacionalidade | Tempo   | Notas                |
| ----------------- | ------------------- | ------------- | ------- | -------------------- |
| Medalha de ouro   | Tatyana Tomashova   | Rússia        | 4:00.35 | Recorde da temporada |
| Medalha de prata  | Olga Yegorova       | Rússia        | 4:01.46 |                      |
| Medalha de bronze | Bouchra Ghezielle   | França        | 4:02.45 |                      |
| 4                 | Yelena Soboleva     | Rússia        | 4:02.48 |                      |
| 5                 | Maryam Yusuf Jamal  | Bahrein       | 4:02.49 |                      |
| 6                 | Natalia Rodríguez   | Espanha       | 4:03.06 | Recorde da temporada |
| 7                 | Anna Jakubczak      | Polónia       | 4:03.38 | Recorde da temporada |
| 8                 | Gelete Burka        | Etiópia       | 4:04.77 |                      |
| 9                 | Carmen Douma-Hussar | Canadá        | 4:05.08 |                      |
| 10                | Helen Clitheroe     | Grã-Bretanha  | 4:05.19 | Recorde da temporada |
| 11                | Irina Krakoviak     | Lituânia      | 4:08.18 |                      |
|                   | uliya Fomenko       | Rússia        |         | DSQ                  |

Legenda
| Recorde mundial       | Recorde mundial (World record)               |                       | Recorde africano                      | Recorde africano (African) |                                           | Q | Classificado por posição (Qualified) |
| Recorde do campeonato | Recorde do campeonato (Championship record)  | Recorde da América    | Recorde da América (Americas)         | q                          | Classificado por melhor tempo (Qualified) |   |                                      |
| Melhor marca do ano   | Melhor marca do ano (World leading)          | Recorde asiático      | Recorde asiático (Asian)              | DNS                        | Não largou (Did not start)                |   |                                      |
| Recorde nacional      | Recorde nacional (National record)           | Recorde europeu       | Recorde europeu (European)            | DNF                        | Não terminou (Did not finish)             |   |                                      |
| Recorde pessoal       | Recorde pessoal do atleta (Personal best)    | Recorde da Oceania    | Recorde da Oceania (Oceania)          | DSQ / DQ                   | Desclassificado (Disqualified)            |   |                                      |
| Recorde da temporada  | Recorde da temporada do atleta (Season best) | Recorde sul-americano | Recorde sul-americano (South America) | NM                         | Sem marca (No mark)                       |   |                                      |